# Loramyces
Loramyces is een geslacht van schimmels behorend tot de familie Loramycetaceae. De typesoort is Loramyces juncicola.

## Soorten
Volgens Index Fungorum telt het geslacht twee soorten (peildatum december 2023):
| Soortnaam             | Auteur(s)          | Publicatiejaar |
| --------------------- | ------------------ | -------------- |
| Loramyces juncicola   | W. Weston          | 1929           |
| Loramyces macrosporus | Ingold & B. Chapm. | 1952           |